# Пірс Лепаж
Пірс Лепаж (22 січня 1996 , Вітбі, Онтаріо ) — канадський легкоатлет, що спеціалізується на багатоборстві, призер чемпіонату світу.

## Кар'єра
| Рік                | Змагання             | Місце проведення     | Місце              | Дисципліна         | Результат          | Примітки           |
| Представник Канада | Представник Канада   | Представник Канада   | Представник Канада | Представник Канада | Представник Канада | Представник Канада |
| ------------------ | -------------------- | -------------------- | ------------------ | ------------------ | ------------------ | ------------------ |
| 2018               | Ігри Співдружності   | Голд-Кост, Австралія | 2                  | десятиборство      | 8171               |                    |
| 2019               | Панамериканські ігри | Ліма, Перу           | 3                  | десятиборство      | 8161               |                    |
| 2019               | Чемпіонат світу      | Доха, Катар          | 5                  | десятиборство      | 8445               |                    |
| 2021               | Олімпійські ігри     | Токіо, Японія        | 5                  | десятиборство      | 8649               | PB                 |
| 2022               | Чемпіонат світу      | Юджин, США           | 2                  | десятиборство      | 8701               | PB                 |